# 約哈南
約哈南又稱约哈难，拉丁字母形式分別為Yohanan、Yochanan和Johanan，是希伯来语男性名字 "יוֹחנָן"（Yôḥānān）的各种拉丁字母转写，而 "יוֹחנָן"（Yôḥānān）是 "יְהוֹחנָן"（Yəhôḥānān）的缩写形式，意思是高尚的四字神名（耶和华）（YHWH is gracious）。
这个名字很古老，据记载公元前400年左右第二圣殿的大祭司约哈难就起了這個名字。在西方基督徒當中，約哈南是一个非常普遍的名字。